# Glorianes
Glorianes är en kommun i departementet Pyrénées-Orientales i regionen Occitanien i södra Frankrike. Kommunen ligger i kantonen Vinça som tillhör arrondissementet Prades. År 2022 hade Glorianes 16 invånare.

## Befolkningsutveckling
Antalet invånare i kommunen Glorianes
| Referens: INSEE |